# Улутау (Архангельский район)
 Улутау — горный хребет на Южном Урале. Находится на территории Архангельского и Гафурийского районов РБ.
Хребет Улутау Башкирского (Южного) Урала протянулся по меридиану от широты устья рек Б.Кургаш до широтного отрезка реки Зилим по Архангельскому и Гафурийскому районам РБ.
Длина — 16 км, ширина — 5 км. Максимальная высота — 657. Имеется 13 вершин высотой от 323 до 657 м. (горы Алатау, Калиновая, Лысая).
Хребет Улутау сложен из карбонатов московского и башкирского ярусов среднего карбона, западное подножие — из карбонатно-терригенными пород нижней перми, кремнисто-глинистых сланцев и известняков верхнего карбона, восточное — из карбонатно-терригенных пород нижнего карбона.
Дает начало рекам Аргынъяш, Б.Барма, Звёздный, Картеля, Каранъюрт, М. Кургаш (бассейн реки Инзер), притоки Зилима — реки Б. Киндырля, Упкункуль, Юрмаш.
Ландшафты — берёзовые, лиственничные леса, горные степи на серых лесных горных почвах.